# Оливник гірський
Оли́вник гірський (Ixos mcclellandii) — вид горобцеподібних птахів родини бюльбюлевих (Pycnonotidae). Мешкає в Гімалаях і Південно-Східній Азії. Вид названий на честь британського натураліста Джона Макклелланда. Виділяють низку підвидів.

## Опис

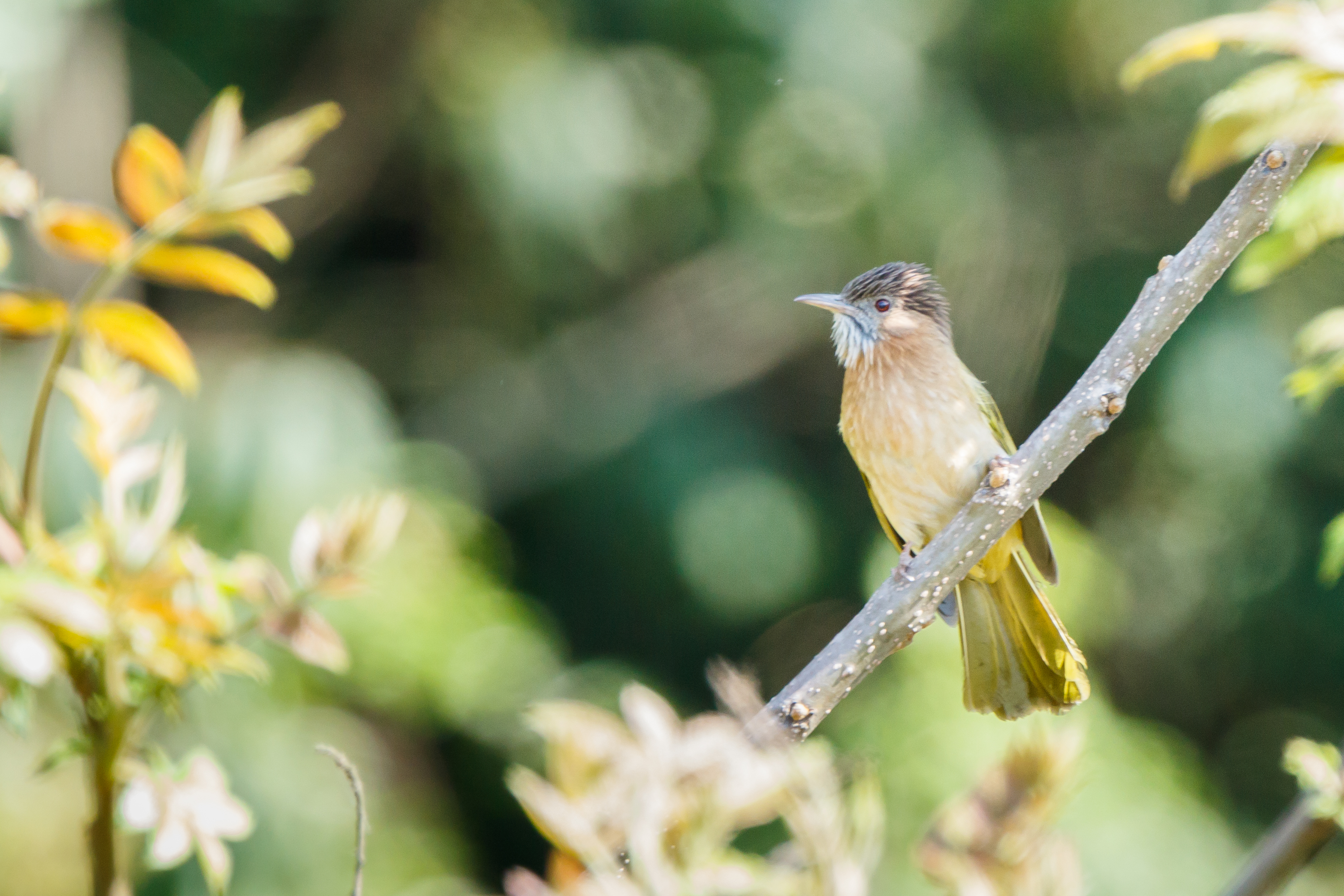
Гірський оливник

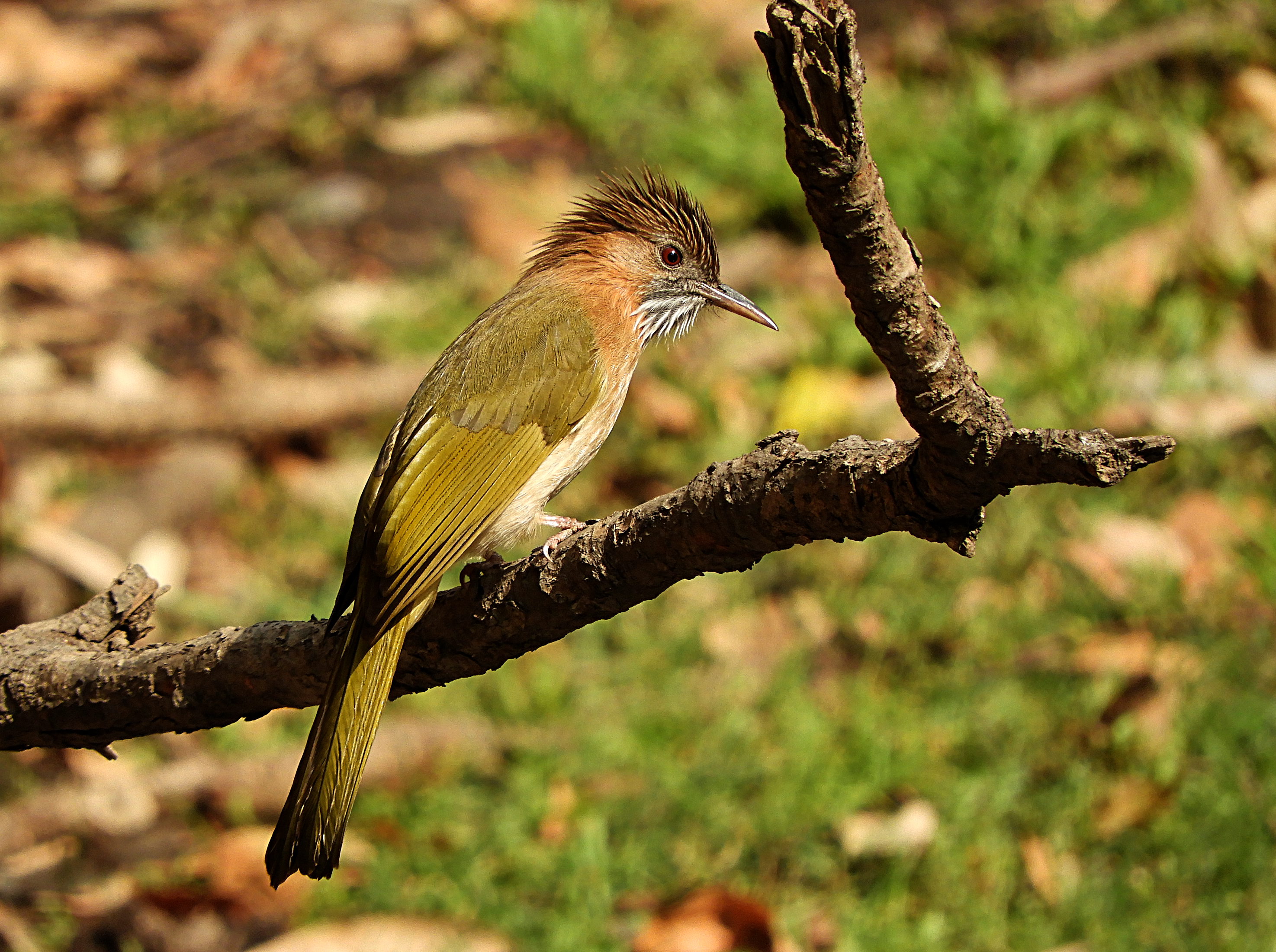
Гірський оливник

Довжина птаха становить 21—24 см, вага 27—41 г. Верхня частина тіла оливково-зелена, нижня частина тіла каштанова. Горло сірувате, поцятковане білими смужками. У представників північних підвидів боки охристі або рудувато-коричневі, спина коричнювата, дзьоб довший. У представників південних підвидів боки сірувата, верхня частина тіла яскраво-оливково-зелена.

## Підвиди
Виділяють дев'ять підвидів:
- I. m. mcclellandii (Horsfield, 1840) — східні Гімалаї (від заходу Уттар-Прадешу до сходу Ассаму);
- I. m. ventralis Stresemann & Heinrich, 1940 — південно-західна М'янма (гори Чін і Аракан);
- I. m. tickelli (Blyth, 1855) — від східної М'янми (Шан) до північно-західного Таїланду;
- I. m. similis (Rothschild, 1921) — від північно-східної М'янми (Качин) до південно-західного Китаю (Юньнань) і північного Індокитаю;
- I. m. holtii (Swinhoe, 1861) — південний Китай (від Сичуаня до Фуцзяня і Гуандуна);
- I. m. loquax Deignan, 1940 — північний і північно-східний Таїланд і південний Лаос (плато Боловен);
- I. m. griseiventer (Robinson & Kloss, 1919) — південний В'єтнам (плато Далат[en]);
- I. m. canescens Riley, 1933 — південно-східний Таїланд і південно-західна Камбоджа;
- I. m. peracensis (Hartert, E & Butler, AL, 1898) — Малайський півострів.

## Поширення і екологія
Гірські оливники мешкають в Індії, Непалі, Бутані, Бангладеш, М'янмі, Китаї, Таїланді, В'єтнамі, Лаосі, Камбоджі і Малайзії. Вони живуть у вологих гірських і рівнинних тропічних лісах і чагарникових заростях, в садах і на плантаціях. Зустрічаються на висоті від 800 до 2590 м над рівнем моря. Живляться плодами, ягодами і комахами.